# União das Cidades Capitais Luso-Afro-Américo-Asiáticas
La União das Cidades Capitais Luso-Afro-Américo-Asiáticas (Unione delle Città Capitali Lusofone Africane, Americane e Asiatiche), sigla UCCLA, è un'associazione di collaborazione tra città che sono o che sono state capitali di una colonia portoghese o sono capitali di uno stato dove la lingua portoghese ha lo statuto di lingua ufficiale.
L'unione è nata il 28 giugno 1985 a fondare l'unione fu il Presidente della Camera Comunale di Lisbona, Nuno Krus Abecasis. Nell'atto della fondazione erano presenti le città di:
- Bissau
- Lisbona
- Luanda
- Macao
- Maputo
- Praia
- Rio de Janeiro
- São Tomé

Fu eletto Segretario generale il Comandante Manuel Maria de Menezes Pinto Machado, che fu in carica fino all'11 marzo 1997.
Il presidente attuale è António Pedro Carmona Rodrigues e l'attuale Segretario Generale è Francisco Lopo de Carvalho.
L'unione conta attualmente 16 membri effettivi e 7 membri associati.
La sede è in Rua de São Bento a Lisbona.

## Membri effettivi
- Bissau
- Bolama
- Brasilia
- Cacheu
- Dili
- Guimarães , ex capitale del Portogallo
- Isola di Mozambico , ex capoluogo del Mozambico portoghese
- Lisbona
- Luanda
- Macao
- Maputo
- Okussi-Ambeno
- Praia
- Ribeira Grande
- Rio de Janeiro
- Salvador
- Santo António
- São Tomé

## Membri associati
- Assomada
- Belém
- Belo Horizonte
- Huambo
- Porto Alegre
- São Filipe
- São Vicente/Mindelo